# Arbovirus

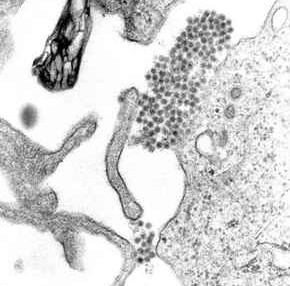
El virus dengue (DENV) és un arbovirus

Els arbovirus són una sèrie de virus transmesos per vectors artròpodes; el seu nom prové de l'anglès "ARthropod-BOrne VIRUS", que literalment significa "virus transmesos per artròpodes" al qual se li realitza un acrònim per donar origen al mot ARBOvirus, com a tal. Per tant, no es tracta d'una espècie ni té cap valor com a tàxon. En aquest cas els agents transmissors són artròpodes que encomanen el virus en picar a una persona o animal, permetent després que el virus s'introdueixi al sistema circulatori de l'individu infectat.

## Història
| Any            | Esdeveniment                                                        |
| -------------- | ------------------------------------------------------------------- |
| 1800           | S'estén la febre vermella a tot el món                              |
| 1898-1914      | Primer esforç a gran escala per prevenir la infecció per arbovirus  |
| 1901           | Es descobreix el primer arbovirus, el de la febre groga             |
| 1906           | Es descobreix la transmissió de la febre vermella (febre de Dengue) |
| 1936           | es descobreix el virus de l'encefalitis transmesa per paparres      |
| 1937           | s'inventa la vacuna per a la febre groga                            |
| 1937           | El virus del Nil Occidental es descobreix                           |
| 1950           | S'inventa la vacuna contra l'encefalitis japonesa                   |
| 1980           | Els insecticides per mosquits es desenvolupen                       |
| 1999           | Virus del Nil Occidental 1999 arriba Hemisferi Occidental           |
| inici del 1900 | El dengue es propaga a nivell mundial                               |

Els arbovirus han estat presents al llarg de la història però no es va conèixer la seva existència fins a finals del S.XIX gràcies als postulats de Carlos Finlay (1833 -1915), un metge i científic cubà que proposava que la febre groga podia ser transmesa per una espècie de mosquit particular i no per contacte directe, com es creia fins al moment. Així doncs a les seves publicacions del 1881 apareixia per primera vegada una relació entre una malaltia i un artròpode. Aquesta teoria fou confirmada uns anys més tard, el 1906, quan el metge nord-americà Major Welter Reed (1851-1902) va continuar el treball iniciat per Finlay i dirigit per Goerge Miller Stenberg (també conegut com el “primer bacteriòleg nord-americà”) que establia a les espècies Aedes simpsoni i Aedes africanus com a transmissors de la febre groga que s'havia estès a l'Àfrica, l'Orient mitjà i a Europa.
Gràcies a aquest descobriment, es va poder començar a controlar i erradicar la malaltia als Estats Units amb mesures encaminades a la reducció de les poblacions de mosquits, en especial les del gènere Aedes. Algunes d'aquestes mesures van ser el drenatge de piscines, aplicació d'oli a les vores dels estanys i pantans per matar les larves i la captura d'adults, en especial les femelles. L'aplicació d'aquestes mesures va disminuir el nombre de defuncions d'entre els treballadors de les obres de construcció del Canal de Panamà, on hi havia una forta incidència de febre groga. L'erradicació a principis del S.XX de la malaltia a la zona, fou determinant perquè aquests mètodes preventius fossin adoptats i millorats en altres regions del món com ara l'Àfrica on la malària cobrava moltes vides.

## Transmissió

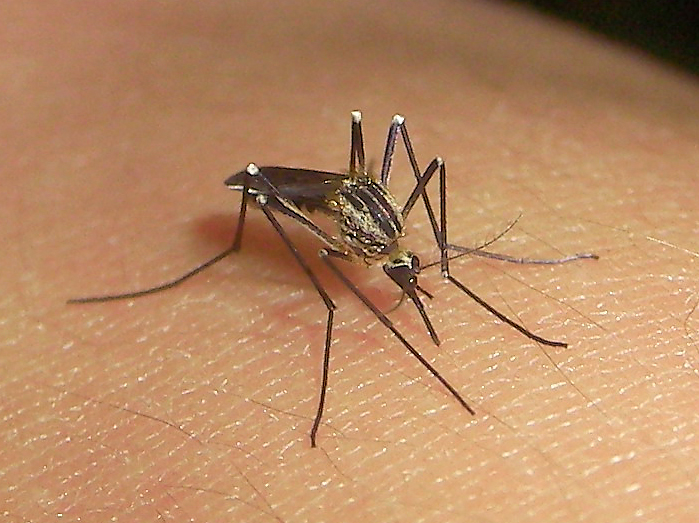
Mosquit del gènere Aedes.

L'estratègia de manteniment d'una infecció per arbovirus se sosté a través d'un cicle on es media amb l'hoste mitjançant la figura d'un vector, per tal d'evitar l'exposició del virus a les condicions ambientals. S'ha d'entendre el concepte de vector com un organisme que porta i transmet el virus a altres organismes. Pels arbovirus, els vectors acostumen a ser mosquits (destacables els flebòtoms), paparres i altres artròpodes hematòfags.
La transmissió entre el vector i l'hoste es produeix quan el vector s'alimenta de la sang del vertebrat, aquesta sang conté el virus que dins del vector s'estableix a les glàndules salivals on es replica fins que el vector s'alimenta de sang d'un altre animal, en fer-ho inocula passivament o activament la saliva infectada al nou hoste. Mentre el virus és dins de l'hoste, se sotmet a un procés anomenat amplificació, on el virus es replica a nivells suficients per induir una virèmia (augment de virus a la sang). L'abundància de virus a la sang de l'hoste permet que el vector xucli una quantitat mínima infectiva perquè pugui transmetre's a altres organismes. Si la quantitat de virus a la sang es troba per sota de la dosi mínima infectiva, passem a anomenar a l'hoste: "hoste sense sortida, ja que el virus no es pot transmetre a un nou vector. Un altre punt clau és l'especificitat que es dona, en alguns casos, entre la tria del vector per l'hoste, ja que el vector acostuma a alimentar-se de la sang d'una sola espècie de vertebrats. Aquest fet produeix que l'espècie passi a fer el paper d'hoste definitiu.
Un exemple és la relació hoste-vector que es pot observar en la transmissió del virus del Nil Occidental. Les femelles de mosquits del gènere Cúlex, prefereixen consumir la sang d'aus passeriformes, fent-les hostes definitius de la malaltia. Quan aquestes aus s'infecten, el virus s'amplifica i poden infectar diversos mosquits i paparres que s'alimentin de la seva sang. Aquests nous vectors accidentals poden arribar a transmetre el virus a més aus i deixar de limitar la infecció als passeriformes. En aquest virus les persones actuarien com a hostes sense sortida. De fet, la transmissió entre persones dels arbovirus en general, és més aviat comuna en transfusions de sang i els seus productes i d'òrgans que no pas mitjançant vectors. S'ha considerat també una possible transmissió vertical, tant per via transplacentaria com lactògena, en dones infectades.

## Estructura i genoma
Tots els Arbovirus són virus d'ARN de mida petita i de forma esfèrica. La mida varia en funció de la família de la qual parlem. Les families Togaviridae i Flaviviridae es troben al voltant de 40-50 nm, en canvi la família Bunyaviridae es troba entre 80 i 120 nm. Els Alfavirus i Flavivirus són virus de coberta esfèrica llur genoma està format per ARN de cadena senzilla en sentit positiu formada per un total de 10-12 kb. Els Bunyaviridae  són virus de coberta esfèrica llur genoma consisteix en un conjunt de segments d'11 kb d'ARN lineal de cadena senzilla en sentit negatiu, finalment els Reoviridae són virus icosaèdrics i sense coberta que poden contenir fins a 12 segments d'ARN lineal de doble cadena formant un total de 19-32 kb.
Tots els Arbovirus excepte els que pertanyen a la família Reoviridae posseeixen una coberta lipídica en la qual hi ha proteïnes de membrana que juguen un rol essencial en la fixació i entrada a la cèl·lula hoste. En el cas dels Reoviridae aquestes proteïnes formen part de la coberta proteica externa. Els anticossos per a aquestes proteïnes formen la base de la immunitat de l'hoste i el diagnòstic serològic de les infeccions.

## Taxonomia
Classificació d'arbovirus que afecten majoritàriament a animals.
| Família       | Gènere          | Espècie                                      | Afecta a                       | Vector  |
| ------------- | --------------- | -------------------------------------------- | ------------------------------ | ------- |
| Asfarviridae  | Asfivirus       | African swine fever virus                    | Súids                          | Paparra |
|               |                 |                                              |                                |         |
| Flaviviridae  | Flavivirus      | Yellow fever virus                           | Micos i humans                 | Mosquit |
|               |                 | St. Louis encephalitis virus                 | Rosegadors, aus i humans       | Mosquit |
|               |                 | West Nile virus                              | Èquids i humans                |         |
|               |                 | Flavivirus de gall d'indi, ratpenat i humans | Gall d'indi, ratpenat i humans |         |
|               |                 |                                              |                                |         |
| Togaviridae   | Alphavirus      | Eastern equine encephalitis virus            | Èquids i humans                |         |
|               |                 | Western equine encephalitis virus            | Èquids i humans                |         |
|               |                 | Venezuelan equine encephalitis virus         | Èquids i humans                |         |
|               |                 | Chikungunya virus                            | Humans                         | Mosquit |
|               |                 |                                              |                                |         |
| Rhabdoviridae | Vesiculovirus   | Cocal virus                                  | Bòvids, súids, èquids i humans |         |
|               |                 | Vesicular stomatitis Alagoas virus           | Bòvids, súids, èquids          |         |
|               |                 | Vesicular stomatitis Indiana virus           | Bòvids, súids, èquids          |         |
|               |                 | Vesicular stomatitis New Jersey virus        | Bòvids, súids, èquids          |         |
|               |                 |                                              |                                |         |
| Bunyaviridae  | Orthobunyavirus | Akabane virus                                | Remugants                      |         |
|               |                 |                                              |                                |         |
| Reoviridae    | Orbivirus       | Blue tongue                                  | Remugants                      | Mosquit |

## Arbovirosis
Les arbovirosis són les malalties infeccioses causades pels arbovirus. Tot i que la majoria d'aquests virus afecten animals vertebrats com aus i mamífers, n'hi ha 150 que poden causar malalties en l’home.
El període d'incubació, que és el temps des que hi ha la infecció fins que els símptomes comencen a manifestar-se, varia d'un virus a un altre, però normalment es troba entre els 2 i 15 dies per als arbovirus.

### Signes i símptomes
La majoria de les infeccions són asimptomàtiques.
Entre els casos en què els símptomes apareixen, aquests tendeixen a no ser específics, semblants una grip. Així, les manifestacions clíniques més comunes d'infecció per arbovirus són febre, mal de cap i malestar general. En alguns casos, per afectació del sistema nerviós central (SNC), es poden presentar meningitis, encefalitis i febre hemorràgica. No obstant això s'estima que la majoria dels arbovirus generalment no infecten les persones, i d'infectar-les, poden causar infeccions lleus i transitòries que equivalen a erupcions cutànies, febre i dolors de cap; mentre que altres poden provocar malalties epidèmiques i infeccions greus entre elles encefalitis, meningitis, febre hemorràgica viral o meningoencefalitis.
El pronòstic és bastant bó, en el pitjor dels casos es pot donar una mortalitat de més d'un 20% depenent del virus. Els nens, ancians i dones embarassades així com les persones immunodeficients són més proclius a desenvolupar símptomes més greus.
| Arbovirus                                     | Malaltia(s)                        | Període d'incubació (dies) | Símptomes                                                                                        | Durada dels símptomes | Complicació                                                  | Ratio de fatalitat                                        | Vector                                                 | Hoste primari                              | Distribució geogràfica                                           | La infecció dona una immunitat de per vida? |
| --------------------------------------------- | ---------------------------------- | -------------------------- | ------------------------------------------------------------------------------------------------ | --------------------- | ------------------------------------------------------------ | --------------------------------------------------------- | ------------------------------------------------------ | ------------------------------------------ | ---------------------------------------------------------------- | ------------------------------------------- |
| Virus del dengue                              | Dengue                             | 3–14                       | En molts casos, absència de símptomes; febre, mal de cap, hemorràgia interna i lesions tissulars | 7–10                  | Hemorràgia interna i dany tissular                           | <1% amb tractament, 1-5% sense; about 25% en casos severs | mosquits Aedes, sobretot Aedes aegypti                 | Humans                                     | Prop l'equador                                                   | Si                                          |
| Virus de l'encefalitis japonesa               | Encefalitis japonesa               | 5–15                       | Absència de símptomes en molts casos; febre, mal de cap, fatiga i vòmits                         |                       | Encefalitis, paralisis, coma i un gran dany tissular nerviós | 20-30% in encephalitis cases                              | Mosquits Culex sobretot: Culex tritaeniorhynchus       | Porc domèstic i aus                        | Sud-oest i oest de l'Àsia                                        | Si                                          |
| Virus de la febre de la vall del Rift         | Febre de la vall del Rift          | 2–6                        | Febre, mal de cap i anormalitats hepàtiques                                                      | 4–7                   | Febre hemorràgica, meningoencefalitis                        | 1% en humans; 100% en fetus de mares infectades           | Culex tritaeniorhynchus i Aedes vexans                 | Micropteropus pusillus i Hipposideros abae | Est, Sud i Oest de l'Àfrica                                      | Si                                          |
| Virus de l'encefalitis transmesa per paparres | Encefalitis transmesa per paparres | 7–14                       | Febre, mal de cap, dolor muscular, vòmits, meningitis i encefalitis                              |                       | Paràlisis i dany tissular nerviós                            | 1-2%                                                      | Ixodes scapularis, Ixodes ricinus i Ixodes persulcatus | Petits rosegadors                          | Est d'Europa i Sud de Rússia                                     | Si                                          |
| Virus del Nil occidental                      | Febre del Nil occidental           | 2–15                       | Sense símptomes en molts casos, febre, mal de cap, fatiga, vòmit                                 | 3–6                   | Nodes limfàtics inflamats, meningitis, encefalitis           | 3-15% en casos severs                                     | Mosquits Culex                                         | Ocells Passeriformes                       | Nord-amèrica, Europa, Est i Àsia central, Oceania i Àfrica       | Si                                          |
| Virus de la febre groga                       | Febre groga                        | 3–6                        | Febre, mal de cap, dolor a l'esquena, pèrdua de la gana, vòmits                                  | 3–4                   | Mal al fetge, sagnat gastrointestinal                        | 3% en general; 20% en casos amb severes complicacions     | mosquits Aedes, especialment Aedes aegypti             | Primats                                    | Regions tropicals i subtropicals del Sud d'Amèrica i de l'Àfrica | Si                                          |
| Virus del chikungunya                         | Chikungunya                        | 3-7                        |                                                                                                  |                       |                                                              |                                                           | mosquits Aedes albopictus i Aedes aegypti              |                                            |                                                                  |                                             |
| Virus del Zika                                | Febre de Zika                      | 3-14                       |                                                                                                  |                       |                                                              |                                                           | mosquits Aedes aegypti i Aedes albopictus              |                                            |                                                                  |                                             |

### Diagnòstic
El diagnòstic preliminar de la infecció per arbovirus es basa, en general, fora de la presentació clínica de símptomes. Sovint no és possible diferenciar clínicament les diverses infeccions produïdes per arbovirus entre ells o fer el diagnòstic diferencial amb malalties produïdes per altres virus, bacteris, i fins i tot protozous.
El diagnòstic ha d'orientar-se mitjançant el coneixement dels llocs i les dates de viatges, activitats i història epidemiològica del lloc on es va produir la infecció. Per aquesta raó, el diagnòstic de les arbovirosis han de basar-se en les proves
de laboratori.
El diagnòstic definitiu es realitza típicament a un laboratori mitjançant una combinació d'anàlisis de sang, en particular immunològics, serològics i/o tècniques virològiques.
Tant en mostres humanes com animals, el diagnòstic es realitza amb tècniques directes o indirectes, que s'apliquen d'acord amb els dies d'evolució que presenta cada quadre clínic. En mostres de pocs dies d'evolució, a les quals és probable que el virus es trobi encara en circulació, s'utilitzarà l'aïllament viral:
- Detecció dantígens per diversos mètodes (immunofluorescència, ELISA…)
- Detecció del genoma viral per tècniques moleculars (RT-PCR, NASANA, PCR en temps real…)

A partir de la setmana des de l'inici de la simptomatologia, és possible detectar la presència d'anticossos IgM (ELISA, immunofluorescència, inhibició de l'hemaglutinació…) que, depenent de l'agent, tindran diferents períodes de persistència.
Els anticossos del tipus IgG es poden detectar generalment uns pocs dies després que els IgM (ELISA, neutralització en cultius cel·lulars, inhibició de l'hemaglutinació, immunofluorescència…).
TÈCNIQUES DE DIAGNÒSTIC DIRECTE: detecció del virus
- Aïllament viral (AV)
- Amplificació viral (PCR)
- Seqüència de fracció genòmica (SEQ)
- Microscòpia electrònica (només en determinats casos)

TÈCNIQUES DE DIAGNÒSTIC INDIRECTE: detecció de la resposta immune de la infecció
- Immunofluorescència (IF): És una tècnica que s'utilitza en la identificació i localització de molècules en seccions de teixits, cèl·lules i fluids biològics. La tècnica es basa en el marcatge d'anticossos específics amb compostos fluorescents, la unió dels anticossos específics amb compostos fluorescents. La unió dels anticossos amb el seu antigen corresponent dona lloc a la formació d'immunocomplexes que podem veure sota el microscopi de fluorescència. Els fluorocroms excitats amb energia electromagnètica de longitud d'ona apropiada emeten radiació de longitud d'ona característica.
- Enzimo-immunoanàlisi (ELISA)
- Seroneutralització (NT): Són tècniques que utilitzen les reaccions antigen-anticòs; poden utilitzar-se en la determinació semiquantitativa d'anticossos específics en el sèrum (seroneutralitzaciò vírica)
- Inhibició de l'hemaglutinació (IHA): Hi ha virus que presenten hemaglutinines i poden unir-se a receptors de membrana dels eritròcits i així aglutinar-los, és a dir, que produeixen hemaglutinació. Aquesta característica és pròpia dels alphavirus, per exemple. Aquesta tècnica utilitza la capacitat d'alguns virus per a determinar concentracions d'anticossos específics contra aquests de manera que en funció de la concentració d'anticossos podrem veure més o menys aglutinació.

### Prevenció
La millor defensa de cara a les infeccions arbovirals és evitar les picades de mosquit. Per protegir-te de les picades de mosquits és recomanable:
- Reduir el temps que romans fora de casa, particularment durant les primeres hores del matí i durant les últimes hores de la tarda que són les hores en què el mosquit mostra més activitat.

- Vestir pantalons llargs de colors clars i samarretes de màniga llarga; aplicar-te repel·lent de mosquits a les àrees de pell exposades.

També és un factor molt important reduir les àrees de cria del mosquit, a nivell general per controlar la cria és molt important drenar pantans i eliminar tolls d'aigua estancada (pneumàtics vells, tests de plantes a l'aire lliure, llaunes buides, etc.) que sovint serveixen com a vivers de mosquits. L'aplicació d'insecticides en zones rurals i urbanes, dins les cases i edificis o en ambients a l'aire lliure és sovint molt eficaç per al control de les poblacions d'artròpodes, encara que l'ús d'alguns d'aquests productes químics és controvertit, i alguns organofosfats i organoclorats (com el DDT) s'han prohibit en molts països. En algunes zones s'ha introduït mosquits mascles estèrils amb l'objectiu de reduir la taxa de reproducció de les espècies de mosquits pertinents. A nivell mundial s'utilitzen larvicides en els programes de reducció de mosquits, és el cas de Temefos, que és un larvicida de mosquits comú.

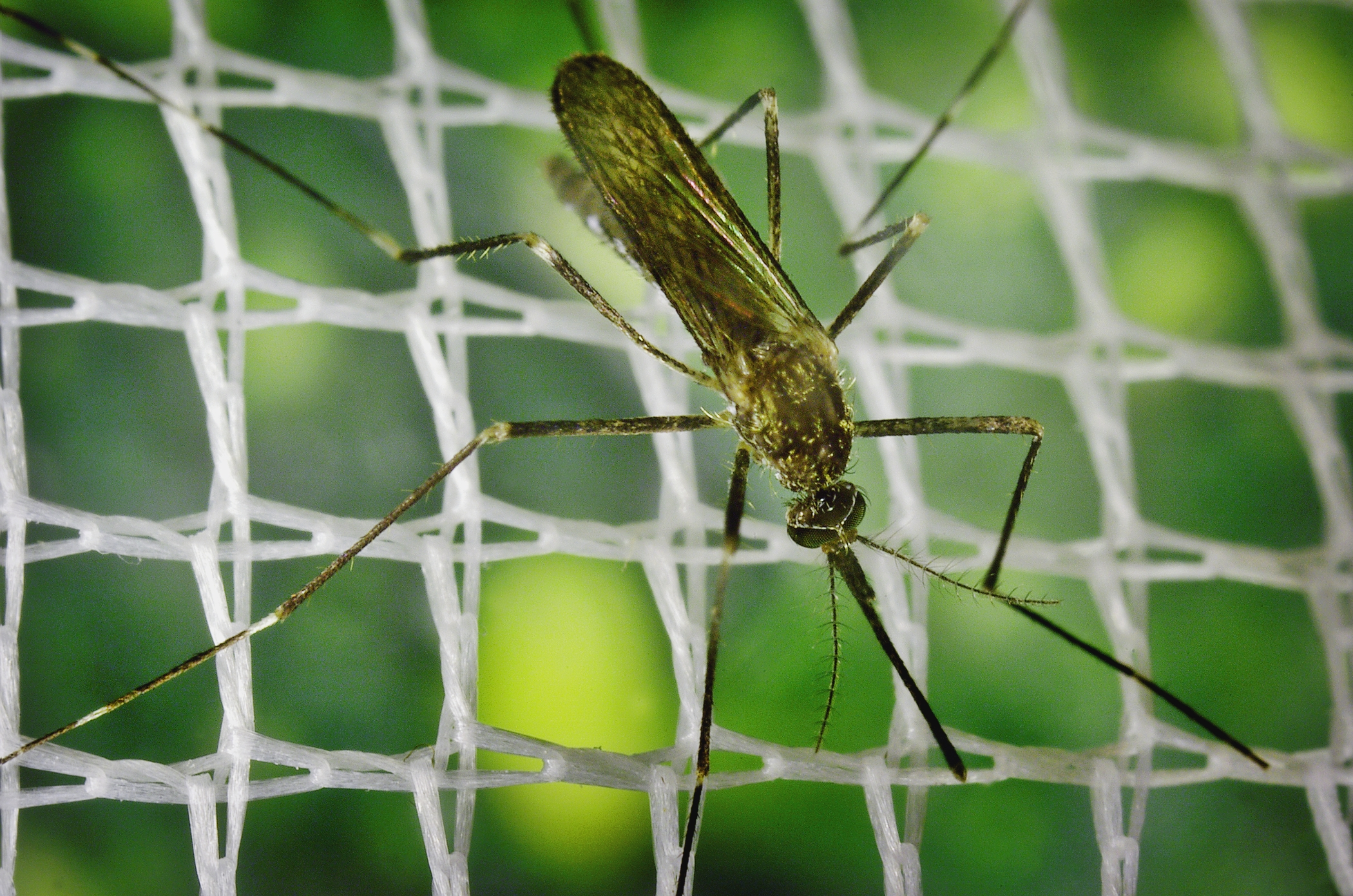
Una de les mesures de prevenció és l'aplicació de mosquiteres.

Per a reduir la cria de mosquits propera a la teva habitatge, es recomana:
- Eliminar qualsevol recipient que pugui contenir aigua, especialment pneumàtics vells;

- Mantenir els canals d'aigua nets i en bon estat;

- Reparar aixetes externes en mal estat i canviar l'aigua de les mascotes almenys dos cops a la setmana;

- Cobrir les finestres amb mosquiteres i assegurar-nos que aquestes queden ben ajustades i no estan estripades; i

- Cobrir els dipòsits d'aigua amb mosquiteres o tapes hermètiques.

Per una vigilància efectiva d'arbovirus és essencial garantir l'aplicació d'estratègies de control, com ara la supressió de mosquits, vacunació, o la difusió d'advertències públiques. Les estratègies tradicionals usades per la vigilància d'arbovirus, com la detecció d'anticossos contra el virus o la detecció de virus en els artròpodes hematòfags, tenen limitacions com per exemple un sistema d'alerta primerenca. Recentment s'ha elaborat un sistema que inclou la collida de mosquits a unes mosquiteres amb trampes de CO₂, on els insectes expulsen virus amb àcid nucleic a la trampa de sucre sobre una làmina de mostres. Aquestes mostres són enviades després per la detecció de virus utilitzant assajos moleculars. L'aplicació d'aquest sistema s'ha usat per a la detecció dels flavivirus i alfavirus en les poblacions de mosquits silvestres al nord d'Austràlia.
El Virus del Nil Occidental Kunjin (WNVKUN), Ross River virus (RRV), i el virus Barmah Forest (BFV) van ser detectats, gràcies a aquest sistema. Suficient ARN és amollat en algunes de les mostres que hi ha dintre les trampes per a la seqüenciació de gens, la millora de la utilitat del sistema de vigilància de les tramps, per a la investigació de l'ecologia, l'emergència, i el moviment dels arbovirus.

### Vacunació
Avui dia trobem vacunes per a la prevenció de les malalties causades per arbovirus següents: 
- Encefalitis japonesa, s'usen vacunes inactivades per prevenir-la en les zones on aquesta malaltia és endèmica.[5]
- Febre groga, trobem la vacuna atenuada de la soca 17D, segura i efectiva. S'usa àmpliament per Sud Amèrica i Àfrica.[5]

A més, estan en desenvolupament de vacunes per a les següents malalties d'arbovirus:
- Dengue, actualment l'única forma per controlar una malaltia d'aquest tipus és a través del control de vectors. S'estan desenvolupant vacunes vives atenuades, virus inactivats, subunitats i DNA amb el propòsit d'imitar una infecció natural. Els requisits per una vacuna ideal han de ser: reactogenicitat lliure, que indueixi una protecció contra els quatre serotips del virus (és tetravalent), que ofereixi una protecció efectiva en el temps i que sigui altament immunogènica, amb pocs efectes secundaris, de fàcil administració, a baix cost i en una sola dosis d'administració.[6]
- Encefalitis equina de l'Est
- Virus del Nil Occidental

### Tractament
Com que les malalties causades per arbovirus són malalties virals, els antibiòtics no són una forma efectiva de tractament i, a més, encara no s'han descobert tractaments antivirals eficaços. Per tant, el tractament que utilitzarem en aquests casos serà de suport, és a dir, intentarem afrontar els símptomes que apareguin durant el desenvolupament de la malaltia, reduir i evitar complicacions.

### Epidemiologia
Els arbovirus tenen una àmplia expansió geogràfica, molts cops mediada pel transport de persones i animals domèstics. La desforestació tropical juntament amb l'encalentiment global també ha tingut a veure, augmentant així la distribució de vectors. La majoria dels arbovirus es troben en zones tropicals i subtropicals. Aquests virus causen malalties endèmiques de les zones de pluja tropical i les epidèmies tenen lloc en zones temperades després de les pluges, és a dir, la incidència de la malaltia depèn de les condicions ambientals.
El fet que es moderin les temperatures i hi hagi humitat afavoreix l'aparició de mosquits sobretot, vectors de la malaltia. Degut a aquest atemperament, s'escurcen els períodes d'incubació. El risc més gran és la capacitat d'alguns arbovirus per adoptar cicles de transmissió urbana, provocant així una amplificació massiva dels cicles de transmissió.
Dintre d'Espanya, destaquen les malalties de Toscana, virus del Nil Occidental i els virus de la coriomeningitis linfocítica.
L'epidemiologia varia molt segons l'arbovirus que es tracti, per tant és molt difícil parlar de l'epidemiologia en general.